# Rusca Montană
Rusca Montană è un comune della Romania di 2116 abitanti, ubicato nel distretto di Caraș-Severin, nella regione storica del Banato.
Il comune è formato dall'unione di 2 villaggi: Rusca Montană e Rușchița.
Rusca Montană si distingue inoltre per i giacimenti di marmo che si trovano nelle vicinanze, tra cui il marmo di Rușchița.

## Péter Pan
Péter Pan (Rusca Montană, 21 agosto 1897 – Monte Grappa, 19 settembre 1918) è stato un militare austro-ungarico, morto nella battaglia del Monte Grappa, durante la fase finale della Prima Guerra Mondiale. 
Era nato a Ruszkabánya-Krassó-Szörény (attualmente Rusca Montană) nella quale gli è stata dedicata una via ed in suo onore è stato aperto anche un museo.
L'omonimia con il noto personaggio letterario lo rende famoso, la sua tomba è una delle più visitate del Cimitero di guerra di Monte Grappa in Italia e spesso vi vengono depositati fiori, sassi e conchiglie, come racconta il giornalista italiano Ferdinando Celi in un libro sulla sua storia